# 勒梅爾島
64°49′S 62°57′W / 64.817°S 62.950°W
勒梅爾島是南極洲的島嶼，位於葛拉漢地西岸，長8公里、寬3公里，處於杜蒂耶角以西2公里，由比利時探險隊發現並命名，現時由南極條約體系管理。